# Lézert (affluent du Viaur)
Pour les articles homonymes, voir Lézert.
Le Lézert est une  rivière du sud de la France qui coule dans le département de l'Aveyron. C'est un affluent du Viaur en rive droite, donc un sous-affluent de la Garonne par le Viaur, puis l'Aveyron, et enfin le Tarn.

## Géographie
De 39 km de longueur, il prend sa source au cœur du Ségala sur la commune de Baraqueville en Aveyron et se jette dans le Viaur à la limite entre les départements de l'Aveyron et du Tarn commune de Mirandol-Bourgnounac.

## Communes traversées
- Aveyron : Baraqueville, Boussac, Castanet, Quins, Gramond, Naucelle, Sauveterre-de-Rouergue, La Salvetat-Peyralès, Cabanès, Tayrac, Castelmary
- Tarn : Mirandol-Bourgnounac

## Principaux affluents
- le Lieux de Villelongue 20.1 km
- le Vayre 14.6 km
- le Liort 18.6 km
- l'Escudelle 10.4 km

## Hydrologie
Le Lézert est une rivière assez abondante, mais irrégulière. Son débit a été observé sur une période de 36 ans (1968-2003), à Saint-Julien-du-Puy, localité du département du Tarn située au niveau de son confluent avec le Viaur. Le bassin versant de la rivière y est de 222 km2, c'est-à-dire sa totalité.
Le module de la rivière à Saint-Julien-du-Puy est de 2,93 m3/s.
Le Lézert présente des fluctuations saisonnières de débit très marquées, comme bien souvent dans la région du rebord sud-ouest ou aquitain du Massif central. Les hautes eaux se déroulent en hiver et au printemps, et se caractérisent par des débits mensuels moyens situés entre 3,36 et 6,91 m3/s, de décembre à mai inclus (avec un maximum en février). Dès le mois de juin, le débit baisse fortement ce qui mène rapidement aux basses eaux d'été, qui ont lieu de juillet à septembre, accompagnées d'une baisse du débit moyen mensuel allant jusqu'à 0,514 m3/s au mois d'août. Mais les fluctuations de débit sont bien plus prononcées sur de plus courtes périodes ou selon les années.
À l'étiage, le VCN3 peut chuter jusque 0,082 m3/s, en cas de période quinquennale sèche, soit 82 litres par seconde.
Les crues peuvent être très importantes, surtout compte tenu de la taille relativement modeste de la rivière et de son bassin versant. Les QIX 2 et QIX 5 valent respectivement 67 et 95 m3/s. Le QIX 10 est de 110 m3/s, le QIX 20 de 130 m3/s et le QIX 50 de 150 m3/s.
Le débit instantané maximal enregistré à Saint-Julien-du-Puy durant cette période, a été de 134 m3/s le 1er décembre 1996, tandis que la valeur journalière maximale était de 95,9 m3/s le 4 février 2003. En comparant la première de ces valeurs avec l'échelle des QIX de la rivière, il apparait que cette crue était d'ordre vicennal, et donc nullement exceptionnelle.
Le Lézert est une rivière abondante. La lame d'eau écoulée dans son bassin versant est de 418 millimètres annuellement, ce qui est nettement supérieur à la moyenne d'ensemble de la France tous bassins confondus (320 millimètres), ainsi qu'aux bassins de la Garonne (384 millimètres), du Viaur (314 millimètres) et de l'Aveyron (347 millimètres). Le débit spécifique de la rivière (ou Qsp) atteint le chiffre assez élevé de 13,2 litres par seconde et par kilomètre carré de bassin.